# Nenya
Nenya, también llamado el «Anillo del Agua», el «Anillo de Diamante» o el «Anillo Blanco», es un anillo mágico que forma parte del legendarium del escritor británico J. R. R. Tolkien ambientadas en la Tierra Media. La palabra nen significa ‘agua’ en sindarin.
Es un anillo hecho de mithril con un diamante engarzado en él, es uno de los tres anillos de los Elfos, los cuales fueron entregados por su forjador, Celebrimbor, a elfos poderosos y sabios, como es el caso de Galadriel. 

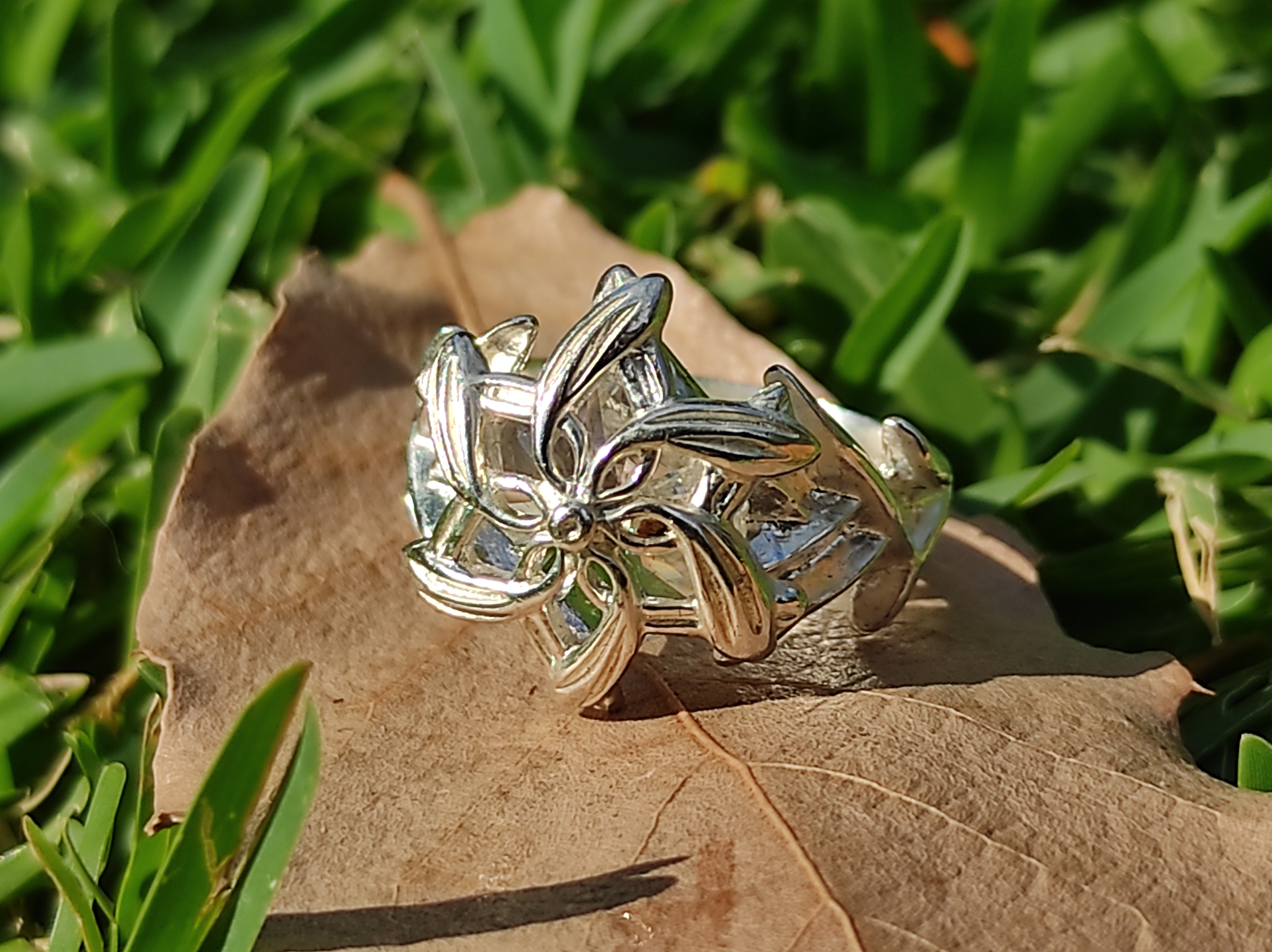
Versión cinematográfica de Peter Jackson

Estos tres anillos (Nenya, Narya y Vilya) son muy particulares porque fueron forjados por Celebrimbor sin la intervención del malvado Maia, Sauron (que se había disfrazado como un enviado de los Valar haciéndose llamar Annatar, "señor de los dones"). De hecho él nunca los tocó, por lo que no están contaminados por su maldad. Aun así estos anillos también están hechos con sus conocimientos, y están sujetos al Anillo Único. Estos Tres anillos no tienen los poderes típicos de los otros diecisiete (nueve de los Hombres, siete de los Enanos y el Anillo regente) como el de hacer invisible a quien lo porte, sino el poder que más anhelaron siempre los elfos de la Tierra Media: que las cosas que los rodeaban se conserven, ya que odiaban ver que el paso del tiempo destruía todo lo que ellos hacían. El anillo Nenya en particular tenía justamente el poder de curar y evitar las heridas del tiempo, y es con su poder que Galadriel logra que su reino Lothlórien se mantuviera hermoso e incorruptible incluso a la influencia de Sauron, y es el poder de este mismo anillo el que le ayuda a resistir tres invasiones de las tropas del Señor Oscuro.
Cuando la Compañía del Anillo pasa por Lothlórien, Galadriel revela Nenya a Frodo, que lo reconoce inmediatamente (por ser el Portador del Anillo Único).
Nenya, el anillo de Galadriel, perdería (y de hecho todos los anillos perdieron) sus poderes al ser destruido el Anillo regente. A causa de esto Galadriel comprende que de aquí en adelante su reino comenzaría a marchitarse lentamente por lo que decide volver a las Tierras Imperecederas, en el continente de Aman, que ya para este momento (año 3019 de la Tercera Edad del sol) había sido arrancado de las esferas del mundo y solo podía ser alcanzado desde los Puertos Grises siguiendo el Camino Recto. Así, al final de esta Edad, Galadriel, junto con los demás Portadores de los Anillos, lleva a Nenya rumbo al oeste.